# Сандерс, Люк
Люк Сандерс (фр. Luc Sanders; род. 6 октября 1945, Брюгге, Бельгия) — бельгийский футболист, вратарь.

## Клубная карьера
Дебютировал в футболе в 1963 году выступлениями за команду «Серкль Брюгге», в которой провел шесть сезонов, приняв участие в 116 матчах, а в 1970 выиграл с ней Кубок Бельгии.
В 1969 году присоединился в состав клуба «Брюгге». Отыграл за команду следующие пять сезонов своей карьеры. Большинство времени, проведенного в составе клуба, был основным вратарём команды, а в сезоне 1972—1973 стал чемпионом Бельгии.
В течение 1974—1976 годов играл в клубе «Остенде». Завершил игровую карьеру в команде «Гент» в 1977 году.

## Карьера в сборной
Свой единственный матч за сборную Бельгии провёл 31 октября 1973 года в отборе на чемпионат мира 1974 года. В тот раз команда играла против сборной Норвегии.